# Le Journal de Saône-et-Loire
Pour les articles homonymes, voir JSL.
 (janvier 2017).
Le Journal de Saône-et-Loire (JSL) est un quotidien régional français diffusé en Saône-et-Loire, dont le siège se trouve à Dijon.
Il est détenu par le groupe EBRA, une filiale de la banque Credit Mutuel.
Le Journal de Saône-et-Loire est, avec Le Figaro, l'un des deux plus anciens journaux quotidiens de France encore diffusés.

## Historique
Le titre Le Journal de Saône-et-Loire est paru pour la première fois le 2 juillet 1826 à Mâcon, sorti des presses Dejussieu. Alphonse de Lamartine appartient au comité de patronage de cette publication nouvelle dont le premier éditorial présente avec concision les buts : « Être utile à nos concitoyens, satisfaire à la fois le goût et la curiosité du lecteur. ».
Le journal, fondé à Mâcon, a eu une vie agitée, et il a été racheté par son concurrent chalonnais nommé Le Courrier (fondé en 1834). Ainsi est né Le Courrier, Le journal de Saône-et-Loire. Ce dernier a été jusqu'en 1940 un journal minoritaire dans le département (de l'ordre de 5 000 exemplaires). Le Courrier se saborde le 15 juin 1940 mais Le Progrès Chalon poursuit sa parution. Il réapparait le 5 septembre 1944, lendemain de la libération de Chalon-sur-Saône.
En 1960, il est diffusé à 25 000 exemplaires face au Progrès (édition de Saône-et-Loire) et au Dauphiné libéré (édition de Saône-et-Loire) qui représentent à eux deux et à ce moment-là 52 000 exemplaires.
En 1985, Le Courrier de Saône-et-Loire lance une édition du dimanche.
En 1989, un accord est passé entre la société Le Courrier de Saône-et-Loire et le groupe Progrès/Delaroche. Cette société s'appelle Les journaux de Saône-et-Loire et reprend en gérance les titres Courrier de Saône-et-Loire, Le Progrès (édition de Saône-et-Loire) et Le Dauphiné Libéré (édition de Saône-et-Loire).
Dans les années 1990, par fusion de ces titres, un nouveau journal est né et se nomme Le Journal de Saône-et-Loire ; à ce moment-là, il est tiré à 84 500 exemplaires et diffusé à 79 500 exemplaires. À la même époque, l'édition du dimanche change par sa fusion avec le Progrès Dimanche et se nomme Dimanche Saône-et-Loire (diffusé à 83 000 exemplaires).
2009 : passage du quotidien au petit format (dit tabloïd).
Le 1er octobre 2011, la société du Journal de Saône-et-Loire fusionne avec celle du Bien Public pour devenir Est Bourgogne Média qui édite les deux titres.
Est Bourgogne Média est une société anonyme au capital de 23 328 000 €, dont le siège social est situé à Dijon.
En février 2024, le siège du journal est transféré de Chalon-sur-Saône à Châtenoy-le-Royal.

## Identité visuelle

### Logos

Logo jusqu'en octobre 2022.
Logo depuis octobre 2022.

## Agences et bureaux

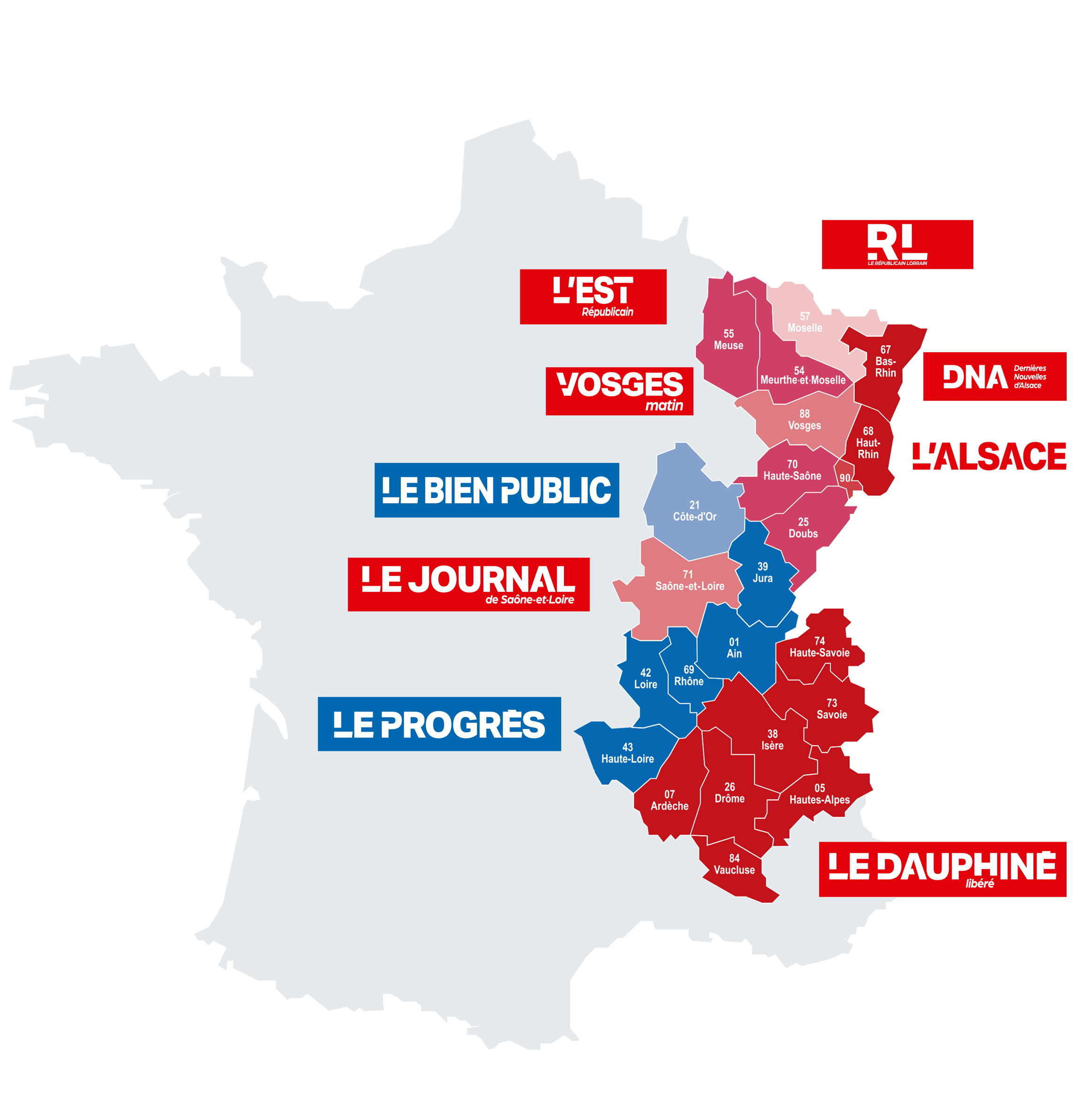
Carte de la zone géographique de couverture des titres EBRA.

Le Journal de Saône-et-Loire comprend 9 sites pour 7 éditions (7 agences et 2 bureaux), répartis sur le département :
- agence de Chalon-sur-Saône (le Chalonnais) ;
- bureau de Tournus (Chalonnais, Mâconnais et Bresse) ;
- agence de Mâcon (le Mâconnais) ;
- agence de Louhans (la Bresse) ;
- agence de Montceau-les-Mines (le bassin Minier) ;
- agence du Creusot (Autun-Le Creusot) ;
- agence d'Autun (Autun-Le Creusot) ;
- agence de Paray-le-Monial (le Charollais-Brionnais) ;
- bureau de Gueugnon (le Charollais-Brionnais).

En février 2024, après un siècle passé au cœur de Chalon-sur-Saône, le journal déménage l'intégralité de son siège et de ses services dans un immeuble neuf situé à Châtenoy-le-Royal en agglomération Chalonnaise.

## Éditions locales
Les éditions locales du Journal de Saône-et-Loire sont les suivantes :
- édition d'Autun - Le Creusot
- édition de Bresse
- édition de Châlon-sur-Saône
- édition de Mâcon
- édition de Montceau-les-Mines
- édition du Charolais-Brionnais

## Imprimerie
Le Journal de Saône-et-Loire était imprimé à Chatenoy-le-Royal jusqu'en février 2016. date à laquelle les rotatives de l'entreprise ont été fermées. Depuis, en tant que titre du groupe Ebra, Le Journal de Saône-et-Loire est imprimé à Chassieu, avec les journaux Le Progrès et Le Bien Public[pertinence contestée] et L'Indépendant du Louhannais et du Jura.

## Chiffres

### 2016
- Ventes : 49 000 journaux en semaine, 51 000 le dimanche et 175 000 lecteurs quotidiens.
- Audience internet : 33 millions de pages vues sur le site du jsl et 4,3 millions de visites par mois.
- Rédaction : 68 journalistes et 250 correspondants.

Évolution de la diffusion France payée :
2019 : 46 052
2020 : 44 836
2021 : 43 857
2022 : 41 742
2023 : 39 763